# That Devil, Bateese
De verloren film That Devil, Bateese is een stomme actiefilm uit 1918 met Monroe Salisbury, Adda Gleason en Lon Chaney sr. in de hoofdrollen. 

## Rolverdeling
| Acteur           | Personage        |
| ---------------- | ---------------- |
| Monroe Salisbury | Bateese Latour   |
| Adda Gleason     | Kathleen St.John |
| Lamar Johnstone  | Martin Stuart    |
| Lon Chaney sr.   | Louis Courteau   |
| Andrew Robson    | Broeder Pierre   |